# پایگاه هوایی جکسنویل
پایگاه هوایی جکسنویل (به انگلیسی: Naval Air Station Jacksonville) (به زبان بومی: Towers Field) یک فرودگاه نظامی با کد یاتا NIP است که یک باند فرود آسفالت دارد و طول باند آن ۲۴۳۸ متر است. این فرودگاه در شهر جکسون‌ویل کشور ایالات متحده آمریکا قرار دارد و در ارتفاع ۷ متری از سطح دریا واقع شده‌است.